# Logis de la Chabirandière
Le logis de la Chabirandière est un château situé à Largeasse dans le département français des Deux-Sèvres.

## Histoire
La seigneurie appartient à Guillaume David en 1380. La construction du logis remonte au XVe siècle. La famille David le conserve le domaine, Jean David étant également propriétaire du fief de la Grippe au Tallud. 
Les familles Charbonneau puis Colasseau en sont ensuite propriétaires. Au milieu du XVIIIe siècle,  Marie Henriette Gentet en a la possession. Le 30 juillet 1789, Anne Catherine Poiret, veuve de Louis Charles Poiret, cède le domaine à Pierre Jacques Marcollay, capitaine des garde-côtes et fermier de la seigneurie du Lys, fils d'un négociant rochelais. Son fils, Pierre Henry Marcollay, ancien curé, sera maire de Largeasse de 1798 à 1846.
Le domaine passe ensuite successivement aux Brillaud, Pouzet, Gaillard et Larmanjat. 
Le château est inscrit au titre des monuments historiques depuis le 31 décembre 1993.